# Вашкеу
Вашкеу (рум. Vașcău) — місто у повіті Біхор в Румунії. Адміністративно місту підпорядковані такі села (дані про населення за 2002 рік):
- Верзарій-де-Жос (297 осіб)
- Верзарій-де-Сус (168 осіб)
- Кимп (331 особа)
- Кимп-Моць (112 осіб)
- Колешть (200 осіб)

Місто розташоване на відстані 361 км на північний захід від Бухареста, 78 км на південний схід від Ораді, 92 км на захід від Клуж-Напоки, 124 км на північний схід від Тімішоари.

## Населення
За даними перепису населення 2002 року у місті проживали 2854 особи.
Національний склад населення міста:
| Національність | Кількість осіб | Відсоток |
| -------------- | -------------- | -------- |
| румуни         | 2804           | 98,2%    |
| цигани         | 20             | 0,7%     |
| угорці         | 15             | 0,5%     |
| українці       | 9              | 0,3%     |
| німці          | 5              | 0,2%     |
| італійці       | 1              | < 0,1%   |

Рідною мовою назвали:
| Мова                  | Кількість осіб | Відсоток |
| --------------------- | -------------- | -------- |
| румунська             | 2834           | 99,3%    |
| угорська              | 12             | 0,4%     |
| українська            | 4              | 0,1%     |
| німецька              | 2              | 0,1%     |
| італійська            | 1              | < 0,1%   |
| не вказали рідну мову | 1              | < 0,1%   |

Склад населення міста за віросповіданням:
| Релігія        | Кількість осіб | Відсоток |
| -------------- | -------------- | -------- |
| православні    | 2753           | 96,5%    |
| баптисти       | 39             | 1,4%     |
| римо-католики  | 26             | 0,9%     |
| п'ятдесятники  | 25             | 0,9%     |
| реформати      | 5              | 0,2%     |
| греко-католики | 3              | 0,1%     |
| адвентисти     | 2              | 0,1%     |
| лютерани       | 1              | < 0,1%   |

## Зовнішні посилання
- Дані про місто Вашкеу на сайті Ghidul Primăriilor [Архівовано 8 лютого 2009 у Wayback Machine.]